# Modelatge de dispositius semiconductors

Un exemple de modelatge impulsat per la física d'un MOSFET. Els contorns de color indiquen la densitat local d'estats resolta per l'espai. El biaix de la porta es varia en un MOSFET de nanofils amb el biaix de drenatge Vd = 0,6 V. Observeu els nivells d'energia confinats a mesura que es mouen amb polarització de la porta.

El modelatge de dispositius semiconductors crea models per al comportament dels dispositius elèctrics basats en la física fonamental, com ara els perfils de dopatge dels dispositius. També pot incloure la creació de models compactes (com els coneguts models de transistors SPICE), que intenten capturar el comportament elèctric d'aquests dispositius, però generalment no els deriven de la física subjacent. Normalment comença a partir de la sortida d'una simulació de procés de semiconductors.

## Introducció
La figura de la dreta proporciona una visió conceptual simplificada de "el panorama general". Aquesta figura mostra dues etapes de l'inversor i el gràfic resultant de voltatge-temps d'entrada-sortida del circuit. Des del punt de vista dels sistemes digitals, els paràmetres clau d'interès són: retards de temporització, potència de commutació, corrent de fuga i acoblament creuat (crosstalk ) amb altres blocs. Els nivells de tensió i la velocitat de transició també són preocupants.
La figura també mostra esquemàticament la importància de I on versus I off, que al seu torn està relacionada amb el corrent de conducció (i la mobilitat) per al dispositiu "encès" i diverses vies de fuites per als dispositius "apagats". No es mostren explícitament a la figura les capacitats, tant intrínseques com paràsites, que afecten el rendiment dinàmic.

## Modelatge de dispositius
La física i el modelatge de dispositius en circuits integrats està dominat pel modelatge MOS i transistor bipolar. Tanmateix, són importants altres dispositius, com els dispositius de memòria, que tenen requisits de modelatge força diferents. Per descomptat, també hi ha problemes d'enginyeria de fiabilitat —per exemple, circuits i dispositius de protecció de descàrregues electroestàtiques (ESD)— on els substrats i els dispositius paràsits tenen una importància cabdal. Aquests efectes i modelatge no són considerats per la majoria dels programes de modelatge de dispositius; el lector interessat es remet a diverses monografies excel·lents en l'àrea de l'ESD i el modelatge d'E/S.

## Models impulsats per la física versus models compactes
El modelatge de dispositius basat en la física està pensat per ser precís, però no és prou ràpid per a eines de nivell superior, inclosos simuladors de circuits com SPICE. Per tant, els simuladors de circuits normalment utilitzen models més empírics (sovint anomenats models compactes) que no modelen directament la física subjacent. Per exemple, el modelatge de mobilitat de capa d'inversió, o el modelatge de la mobilitat i la seva dependència de paràmetres físics, condicions ambientals i de funcionament és un tema important tant per als models físics TCAD (disseny assistit per ordinador de tecnologia) com per als models compactes a nivell de circuit. No obstant això, no està modelat amb precisió a partir dels primers principis, de manera que es recorre a ajustar dades experimentals. Per a la modelització de la mobilitat a nivell físic, les variables elèctriques són els diferents mecanismes de dispersió, densitats de portadors i potencials i camps locals, incloses les seves dependències tecnològiques i ambientals.